# Silk (serie televisiva)
Silk è una serie televisiva britannica trasmessa sul canale BBC One dal 22 febbraio 2011 al 31 marzo 2014. In Italia è stata trasmessa in prima visione da Fox Crime dal 12 gennaio 2012.
Il titolo si riferisce all'espressione inglese taking the silk, ovvero ricevere il camice di seta riservato agli avvocati di alcuni stati del Commonwealth delle nazioni che diventano avvocati della regina.

## Trama
La serie ruota attorno alla rivalità tra i due avvocati Martha Costello e Clive Reader, che ambiscono entrambi al ruolo di avvocato della regina.

## Episodi
A marzo 2011 la serie è stata rinnovata per una seconda stagione di sei episodi, in onda dal 15 maggio 2012 su BBC One. A giugno 2012 è stata annunciata la produzione di una terza stagione. A febbraio 2014 è stato annunciato che la terza stagione, andata in onda sul canale BBC One dal 24 febbraio 2014, sarebbe stata l'ultima.
| Stagione         | Episodi | Prima TV UK | Prima TV Italia |
| ---------------- | ------- | ----------- | --------------- |
| Prima stagione   | 6       | 2011        | 2012            |
| Seconda stagione | 6       | 2012        | inedita         |
| Terza stagione   | 6       | 2014        | inedita         |

## Personaggi e interpreti
- Martha Costello (stagioni 1-3), interpretata da Maxine Peake.
- Clive Reader (stagioni 1-3), interpretato da Rupert Penry-Jones.
- Billy Lamb (stagioni 1-3), interpretato da Neil Stuke.
- Nick Slade (stagioni 1-3), interpretato da Tom Hughes.
- Niamh Cranitch (stagioni 1-in corso), interpretata da Natalie Dormer.
- Kate Brockman (stagioni 1-in corso), interpretata da Nina Sosanya.
- John Bright (stagioni 1-in corso), interpretato da John MacMillan.
- Keith Wearing (stagioni 1-in corso), interpretata da Dorian Lough.
- George Duggan (stagione 2), interpretata da Indira Varma.
- Caroline Warwick (stagione 2), interpretata da Frances Barber.
- Micky Joy (stagione 2), interpretato da Phil Davis.
- Bethany Brassington (stagione 2), interpretata da Amy Wren.
- Daniel Lomas (stagione 2), interpretato da Shaun Evans.